# On Fire (Loïc Nottet)
On Fire is een nummer van de Belgische zanger Loïc Nottet uit 2018. Het is de tweede single van zijn tweede vierde studioalbum Sillygomania.
"On Fire" gaat over onderwerpen als waardeloosheid, doorzettingsvermogen en wedergeboorte. Dit heeft betrekking op de kritiek die Nottet tijdens zijn carrière heeft gekregen. Het nummer werd door critici vergeleken met het werk van Sia. Nottet scoorde met het nummer een grote hit in Wallonië, waar het de 10e positie behaalde. In Vlaanderen was het succes kleiner, daar behaalde het de 8e positie in de Tipparade.

## Tracklijst
- Muziekdownload

1. "On Fire" - 3:47